# SnakeSkin
SnakeSkin — (рус. Змеиная кожа) музыкальный проект в жанре EBM, созданный в 2004 году основателем группы Lacrimosa Тило Вольффом.

## История группы
В июне 2004 года в Швейцарии на летних фестивалях готической музыки начали распространяться синглы неизвестного тогда исполнителя SnakeSkin. Хотя синглы произвели настоящий фурор, о самом исполнителе никто ничего не знал .
Осенью того же года вышел первый альбом — Music for the Lost. Некоторые, внимательно разглядев обложку, нашли на ней эмблему Hall of Sermon — лейбла, который был известен своей работой с группой Lacrimosa. Далее, официальный сайт SnakeSkin поддерживается тем же хостером, что и сайты Hall of Sermon и Lacrimosa.
2 октября того же года Public Propaganda объявила, что у некой рок-группы есть кое-что общее со SnakeSkin: композитор, аранжировщик, вокалист и продюсер Тило Вольфф. И 7 октября Тило Вольфф подтвердил, что SnakeSkin — его сольный проект. Сделать свой голос похожим на женский Тило смог благодаря компьютерной обработке.
13 октября 2006 года вышел второй альбом проекта Canta’tronic, в записи вокальных партий которого принимала участие оперная певица Керстин Дёлле.
Третий студийный альбом проекта был анонсирован на официальной странице группы Lacrimosa в Facebook. Его выход состоялся 23 сентября 2016 года.
Первое концертное выступление SnakeSkin состоялось во время гастрольного тура Lacrimosa Zeitreise в 2019 году. В нём приняли участие Керстин Дёлле и группа Kartagon. Песни SnakeSkin исполнялись на концертах в Москве, Нижнем Новгороде, Санкт-Петербурге и в Мехико. Помимо прочих, были исполнены две песни из четвёртого студийного релиза SnakeSkin: «New Skin» и «Recall IV».
Четвёртый студийный альбом SnakeSkin получил название Medusa’s Spell и был выпущен 7 февраля 2020 года.
23 сентября 2021 года на YouTube-канале LACRIMOSAofficial вышел клип на новую песню «Marching».

## Дискография

### Полноформатные альбомы
Слова и музыка всех песен — написаны Тило Вольффом.
| №   | Название           | Длительность |
| --- | ------------------ | ------------ |
| 1.  | «I am the Dark»    | 4:12         |
| 2.  | «Furious Stars»    | 5:57         |
| 3.  | «Melissa»          | 4:25         |
| 4.  | «Waking a lie»     | 4:01         |
| 5.  | «LongGoneLost»     | 4:56         |
| 6.  | «Panicky Joy»      | 4:58         |
| 7.  | «Cinderella»       | 4:49         |
| 8.  | «Symphony of Pain» | 3:55         |
| 9.  | «Come as You are»  | 5:09         |
| 10. | «Recall»           | 6:24         |

| №   | Название                                         | Длительность |
| --- | ------------------------------------------------ | ------------ |
| 11. | «Cinderella» (Club mix)                          | 4:41         |
| 12. | «Melissa» (Remix by KiEw)                        | 4:28         |
| 13. | «I am the Dark» (Electronoir mix by Combichrist) | 4:13         |

| №   | Название         | Длительность |
| --- | ---------------- | ------------ |
| 1.  | «Etterna»        | 5:27         |
| 2.  | «StoneColdHands» | 6:37         |
| 3.  | «Bite Me»        | 5:44         |
| 4.  | «La Force»       | 7:20         |
| 5.  | «Mortal Life»    | 4:37         |
| 6.  | «Still not Home» | 5:34         |
| 7.  | «the Eternal»    | 6:38         |
| 8.  | «Manora»         | 4:49         |
| 9.  | «Tourniquet»     | 5:21         |
| 10. | «Recall II»      | 6:03         |

| №   | Название                   | Длительность |
| --- | -------------------------- | ------------ |
| 11. | «Bite Me» (Club-mix)       | 3:41         |
| 12. | «Etterna» (Club-mix)       | 3:58         |
| 13. | «Etterna» (FAQed Up Remix) | 5:43         |

| №   | Название        | Длительность |
| --- | --------------- | ------------ |
| 1.  | «Le seul vrai»  | 7:05         |
| 2.  | «Moonlightfire» | 5:15         |
| 3.  | «Alive»         | 3:44         |
| 4.  | «Santimea»      | 6:32         |
| 5.  | «Go!»           | 4:35         |
| 6.  | «Heartbeat»     | 3:24         |
| 7.  | «La vie passee» | 3:46         |
| 8.  | «Keep Me Alive» | 4:37         |
| 9.  | «Take Me Now»   | 3:29         |
| 10. | «Recall III»    | 8:27         |

| №   | Название                     | Длительность |
| --- | ---------------------------- | ------------ |
| 11. | «Take Me Now» (Kartagon RMX) | 4:34         |
| 12. | «Go!» (Raven Mix)            | 3:19         |

| №   | Название              | Длительность |
| --- | --------------------- | ------------ |
| 1.  | «Loaded Guns»         |              |
| 2.  | «Medusa»              |              |
| 3.  | «Once»                |              |
| 4.  | «Upon a Time»         |              |
| 5.  | «Move On»             |              |
| 6.  | «New Skin»            |              |
| 7.  | «Don’t Give Up»       |              |
| 8.  | «Goodbye»             |              |
| 9.  | «Fuck U 2 [Explicit]» |              |
| 10. | «Recall IV»           |              |

| №   | Название                             | Длительность |
| --- | ------------------------------------ | ------------ |
| 11. | «Fuck U 2» (Remix by Sitd)           |              |
| 12. | «Medusa» (Remix by Snakeskin)        |              |
| 13. | «Medusa» (Remix by Snakeskin)        |              |
| 14. | «Upon a Time» (Remix by Vasi Vallis) |              |
| 15. | «Goodbye»                            |              |

### Синглы
| №  | Название                                         | Длительность |
| -- | ------------------------------------------------ | ------------ |
| 1. | «I am the Dark» (Electronoir mix by Combichrist) | 4:13         |
| 2. | «I am the Dark» (Album version)                  | 4:12         |

| №  | Название                  | Длительность |
| -- | ------------------------- | ------------ |
| 1. | «Melissa» (Remix by KiEw) | 4:28         |
| 2. | «Melissa» (Album version) | 4:25         |